# Stone Street (Waveney)
Stone Street – przysiółek w Anglii, w Suffolk. Stone Street jest wspomniana w Domesday Book (1086) jako Ston.